# アーノルド・ウェインストック
ウェインストック男爵アーノルド・ウェインストック（Arnold Weinstock, Baron Weinstock, OMRI, FSS、1924年7月29日 - 2002年7月23日）は、イギリスの実業家である。ゼネラル・エレクトリック・カンパニー(GEC)をイギリスで最も利益を出す企業の一つにしたことで知られるほか、馬主としても知られる。

## 若年期
1924年7月29日にロンドンのストーク・ニューイントンで労働者階級の家に生まれた。両親はイギリスに移住したユダヤ系ポーランド人だった。
ウェインストックはロンドン・スクール・オブ・エコノミクスを卒業した。

## キャリア
1944年から1947年まで、海軍本部で下級職員を務めた。1949年に実業家マイケル・ソベルの娘のネッタ(Netta)と結婚した。
1954年、義父が経営する電子機器会社ラジオ&アライド・インダストリーズに入社した。1963年、同社はゼネラル・エレクトリック・カンパニー(GEC)と合併し、ウェインストックはGECの筆頭株主になった。1961年に取締役、1963年にマネージングディレクター（社長）に就任し、1996年に引退して名誉会長となった。1960年に1億ポンドだった同社の売上高は、1996年の退任時には110億ポンドになっていた。
1971年から1973年まで、ロールス・ロイス・リミテッドの取締役を務めた。1968年にロンドン・ウィークエンド・テレビジョンが設立されるときには、多額の出資をした。

## 社会活動
1985年から1996年まで大英博物館の評議員、1984年から1992年までロイヤル・フィルハーモニック協会および同財団基金の評議員を務めた。指揮者リッカルド・ムーティの友人であり、ラジオ番組『無人島レコード』に出演した際には、無人島に持って行きたいレコードとしてムーティ指揮のレコードを挙げた。
平和活動団体「ネクスト・センチュリー・ファンデーション」の設立に関わり、上級評議員を務めた。また、様々な慈善活動や文化活動を支援するための基金である「ウェインストック基金」を設立した。

## 賞と栄誉
1985年、母校ロンドン・スクール・オブ・エコノミクスの名誉フェローに選出された。『ガーディアン』紙はウェインストックを「第二次世界大戦後のイギリスで一番の実業家」と評した。
1970年、イギリスの輸出拡大への貢献を評してナイトに叙任された。1980年7月17日付けで一代貴族としてウィルトシャー州ボウデンのウェインストック男爵となった。
1991年にイタリア共和国功労勲章コンメンダトーレ、1992年にレジオンドヌール勲章オフィシエを授与された。また、王立統計学会フェロー、ケンブリッジ大学ピーターハウス名誉フェロー（1982年）、グレイ法曹院名誉ベンチャー（1982年）に選出された。

## 馬主
ウェインストックは、義父のマイケル・ソベルとともに多数の競走馬を保有し、ジョッキークラブの会員だった。1957年に初めて馬を購入し、翌1958年にはロンドンクライがケンブリッジシャーハンデキャップを勝利した。1960年、アイルランドの牧場・バリーマッコル・スタッドを購入した。1964年産まれのリフォームは、1967年のセントジェームズパレスステークス、サセックスステークス、チャンピオンステークスなどを勝利し、この年のチャンピオン・マイラーとなった。1974年、保有馬のゲイリーがアイルランド1000ギニーを、アドメトゥスがワシントンDCインターナショナルとプリンスオブウェールズステークスを制した。1978年、シスタスはルーペステークス、チャイルドステークス、ナッソーステークス、オペラ賞を制した。トロイは1979年の第200回エプソムダービーで優勝した。サンプリンセスは1983年のエプソムオークスとセントレジャーステークスを制した。その子供のプリンスオブダンスは、1988年の2歳チャンピオンとなった。
1993年に義父ソベルが亡くなった後は、息子のサイモンと共同で馬を保有した。スペクトラムは1995年のアイルランド2000ギニーとチャンピオンステークスを制した。1996年にサイモンが亡くなった後は単独で馬主を継続したが、バリーマッコル・スタッド名義に変更した。ピルサドスキーは1996年のバーデン大賞とBCターフ、1997年のジャパンカップを制し、日本に種牡馬として売却された。ゴーランは2001年の2000ギニーステークスと2002年のキングジョージ6世&クイーンエリザベスステークスを制した。イズリントンは2002年のムシドラステークス、2003年のBCフィリー&メアターフを制し、2002年・2003年のヨークシャーオークスを連覇した。
2002年にウェインストックが亡くなった後も、バリーマッコル・スタッドは遺族により運営されていたが、2017年に閉鎖され、保有馬は売却された。

## 私生活
ネッタとの間にはサイモン（1952年-1996年）とスーザン（1955年-）の2人の子供がいた。ネッタは2019年に死去した。